# Малемія
Малемі́я (англ. Malemia) — традиційна громада у складі дистрикту Зомба Південного регіону Малаві.
Населення — 82320 осіб (2018).